# يان ماكفي
يان ماكفي (بالإنجليزية: Ian McPhee)‏ (31 يناير 1961 في المملكة المتحدة - ) هو مدرب كرة قدم ولاعب كرة قدم بريطاني في مركز الوسط. لعب مع دندي يونايتد ونادي سلتيك ونادي أردريونيانز وفورفار أثلتيك ‏.

## وصلات خارجية
- يان ماكفي على موقع قاعدة بيانات كرة القدم.إي يو (الإنجليزية)